# Чёрная Речка (Кабардино-Балкария)
Чёрная Ре́чка (кабард.-черк. Фӏыцӏэпс) — село в Урванском районе Кабардино-Балкарской Республики.
Образует муниципальное образование «сельское поселение Чёрная Речка», как единственный населённый пункт в его составе.

## География

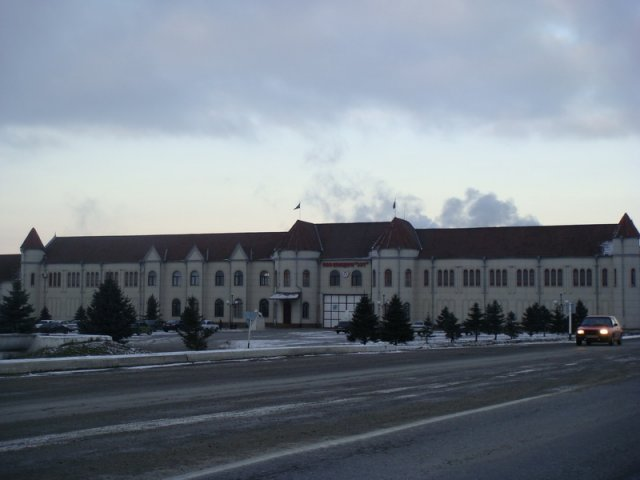
Въезд в село с запада

Селение расположено в северной части Урванского района, у региональной автодороги Р-288, связывающей Нальчик с городами Майский и Прохладный. Находится в 5 км к северу от районного центра Нарткала и в 20 км к северо-востоку от города Нальчик.
Площадь территории сельского поселения составляет — 17,12 км2. Из них сельскохозяйственные угодья занимают — 12,85 км2 (75,1%).
Граничит с землями сельских поселений: Нарткала и Морзох на юге, Герменчик на западе и хутором Ново-Курский Майского района на востоке.
Населённый пункт расположен на наклонной Кабардинской равнине, в переходной от равнинной в предгорную зоне республики. Средние высоты на территории села составляют около 264 метров над уровнем моря. Рельеф местности представляет собой в основном предгорные волнистые равнины, с общим уклоном с юго-запада на северо-восток и без резких колебаний высот. Положительные формы рельефа представлены бугристыми и курганными возвышенностями. Долины ручьёв изрезаны балками.
Село с севера и востока окружён крупными массивами леса. К северо-западу от поселения расположен один из крупнейших урочищ республики — «Гедуко».
Гидрографическая сеть представлена реками Урвань, Морзох, Чёрная Речка и малыми ручьями, имеющими родниковое происхождение. К северо-западу от села, река Чегем впадает в Баксан. В северной части сельского поселения имеется сеть искусственных водоёмов. Уровень обеспечения местности водными ресурсами очень высокая. Глубина залегания грунтовых вод на территории сельского поселения составляют всего 2-3 метра.
Климат влажный умеренный, с тёплым летом и прохладной зимой. Амплитуда температуры воздуха колеблется от средних +22,5°С в июле, до средних -2,0°С в январе. Среднегодовая температура составляет +10,5°С. Среднегодовое количество осадков составляет около 650 мм. Основные ветры — северо-западная и восточная.

## История
Селение было основано переселенцами из села Чегем I. Новое поселение получило своё название «Чёрная Речка», от кабардинского названия местности, по которой текло множество родниковых речек — «Фӏыцӏэпс» (Чёрная река или Чёрная вода). Во времена коллективизации большинство родниковых речек были осушены для земледелия.
В 1928 году хутор Чернореченский передан из Прималкинского в Нальчикский округ Кабардино-Балкарской автономной области.
В начале 1930-х годов в селе уже функционировали первые социальные объекты инфраструктуры и построен колхоз.
В 1958 году село было преобразовано в самостоятельный Сельский Совет в составе Урванского района. В том же году, в Чёрную Речку были переселены жители упразднённого села Гедуко.
В конце 1970-х годов в селе начали расселять возвращающихся с депортации из Средней Азии — турок, которые не получив возможности вернуться на свою историческую родину — Месхетия в Южной Грузии, осели в некоторых регионах Северного Кавказа.

## Население
| 2002  | 2010  | 2012  | 2013  | 2014  | 2015  | 2016  |
| ----- | ----- | ----- | ----- | ----- | ----- | ----- |
| 2801  | ↘2587 | ↗2639 | ↗2692 | ↗2720 | ↘2706 | ↗2712 |
| 2017  | 2018  | 2019  | 2020  | 2021  | 2023  | 2024  |
| ↘2707 | ↘2699 | ↗2724 | ↘2708 | ↘2530 | ↗2536 | ↗2551 |
| 2025  |       |       |       |       |       |       |
| ↗2563 |       |       |       |       |       |       |

Плотность — 149.71 чел./км2.
Национальный состав
По данным Всероссийской переписи населения 2010 года:
| Народ         | Численность, чел. | Доля от всего населения, % |
| ------------- | ----------------- | -------------------------- |
| кабардинцы    | 1 343             | 51,9 %                     |
| турки         | 849               | 32,8 %                     |
| русские       | 305               | 11,8 %                     |
| азербайджанцы | 36                | 1,4 %                      |
| другие        | 54                | 2,1 %                      |
| всего         | 2 587             | 100 %                      |

По данным Всероссийской переписи 2021 года:
| Народ               | Численность, чел. | Доля от всего населения, % |
| ------------------- | ----------------- | -------------------------- |
| кабардинцы          | 1 450             | 57,31 %                    |
| турки               | 751               | 29,68 %                    |
| русские             | 285               | 11,26 %                    |
| черкесы             | 27                | 1,06 %                     |
| другие / не указано | 17                | 0,67 %                     |
| всего               | 2 530             | 100,0 %                    |

Поло-возрастной состав
По данным Всероссийской переписи населения 2010 года:
| Возраст     | Мужчины, чел. | Женщины, чел. | Общая численность, чел. | Доля от всего населения, % |
| ----------- | ------------- | ------------- | ----------------------- | -------------------------- |
| 0 — 14 лет  | 320           | 316           | 636                     | 24,6 %                     |
| 15 — 59 лет | 825           | 887           | 1 712                   | 66,2 %                     |
| от 60 лет   | 102           | 137           | 239                     | 9,2 %                      |
| Всего       | 1 247         | 1 340         | 2 587                   | 100 %                      |

Мужчины — 1 247 чел. (48,2 %). Женщины — 1 340 чел. (51,8 %).
Средний возраст населения — 30,6 лет. Медианный возраст населения — 26,9 лет.
Средний возраст мужчин — 29,7 лет. Медианный возраст мужчин — 25,7 лет.
Средний возраст женщин — 31,4 лет. Медианный возраст женщин — 28,0 лет.

## Местное самоуправление
Администрация сельского поселения Чёрная Речка — село Чёрная речка, ул. Ленина, 100.
Структуру органов местного самоуправления сельского поселения составляют:
- Исполнительно-распорядительный орган — Местная администрация сельского поселения Чёрная Речка. Состоит из 5 человек.
  - Глава администрации сельского поселения — Купов Руслан Нахупшевич.
- Представительный орган — Совет местного самоуправления сельского поселения Чёрная Речка. Состоит из 15 депутатов, избираемых на 5 лет.
  - Председатель Совета местного самоуправления сельского поселения — Купов Руслан Нахупшевич.

## Образование
- Средняя общеобразовательная школа № 1 — ул. Ленина, 83.
- Начальная школа Детский сад №31 «Жэнэт» — ул. Ленина, 90.

## Здравоохранение
- Участковая больница — ул. Ленина, 98.

## Культура
- Дом культуры
- Спортивно-оздоровительный комплекс

Общественно-политические организации:
- Адыгэ Хасэ
- Совет ветеранов труда и войны

## Ислам
- Сельская мечеть — ул. Сабадзе, 5 «а».

## Экономика
На территории села действуют несколько значимых предприятий, главными из которых являются предприятия «ЗЭТ». В экономике сельского хозяйства наиболее важную роль играют виноградарство.
На территории сельского поселения расположен заказник «Гедуко», где восстанавливаются популяции некоторых лесных животных предгорной зоны КБР. В частности тетеревов и некоторых других местных птиц из семейства фазановых.

## Улицы
На территории села зарегистрировано 15 улиц и 1 переулок:

| Весенняя          |
| Заводская         |
| Интернациональная |
| Кабардинская      |
| Ленина            |

| Лесная      |
| Мира        |
| Молодёжная  |
| Новая       |
| Октябрьская |

| Осеняя       |
| Пролетарская |
| Сабадзе      |
| Садовая      |
| Цветочная    |